# Bulbophyllum nocturnum
Espèce
Bulbophyllum nocturnum est une espèce d'orchidées épiphytes originaire de Nouvelle-Bretagne (Papouasie-Nouvelle-Guinée). Décrite en 2011, c'est la première espèce d'orchidées connue qui fleurit la nuit et ferme ses fleurs le jour.